# 北海道道1055号紋別興部線

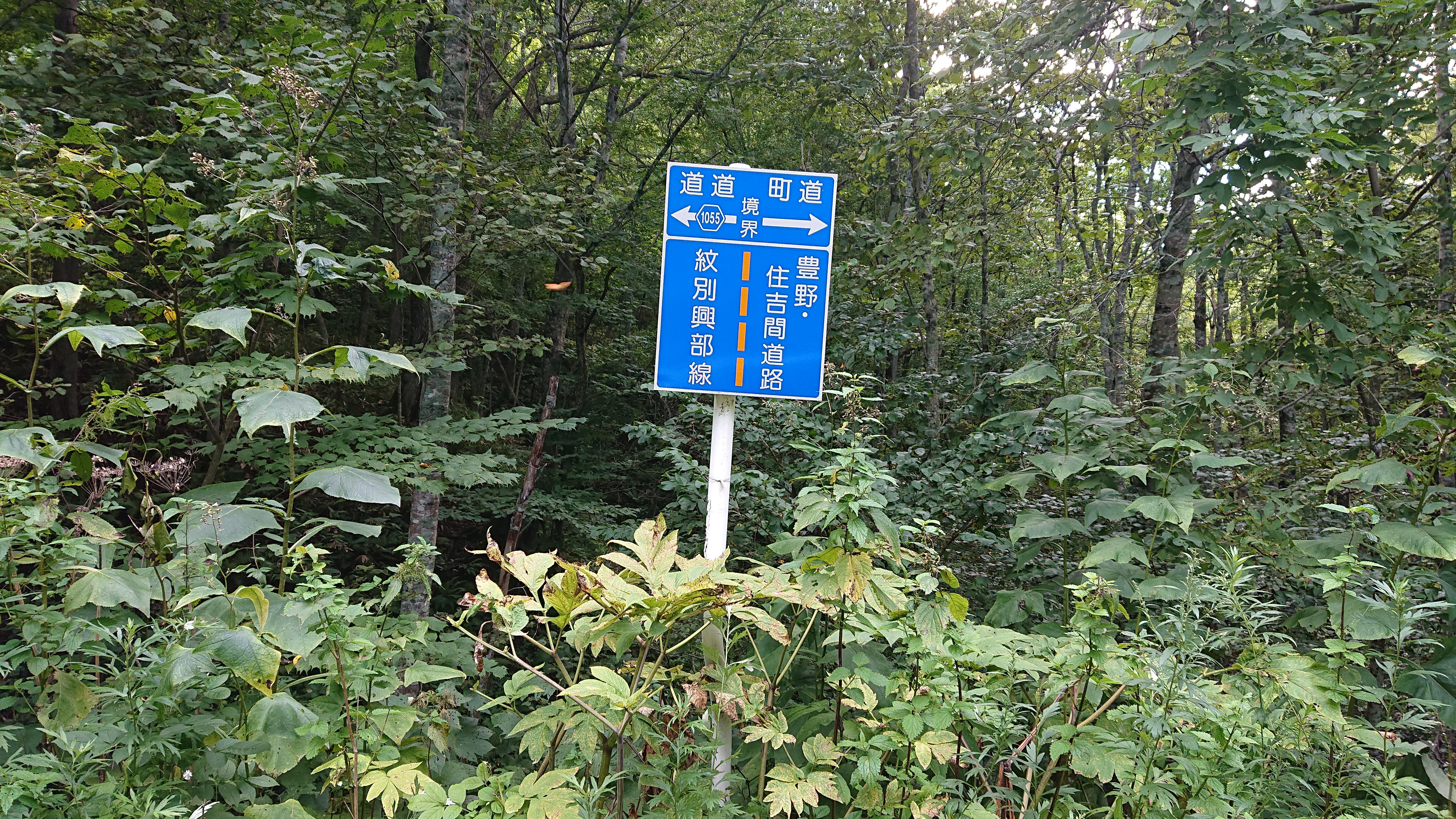
北海道道1055号紋別興部線と町道豊野住吉間道路の境界を示す看板

北海道道1055号紋別興部線（ほっかいどうどう1055ごう もんべつおこっぺせん）は、北海道紋別市と紋別郡興部町を結ぶ一般道道（北海道道）である。
未開通区間がある。

## 概要
未開通区間は建設中止となり、全通することは無くなった。
なお、未開通区間は町道を迂回する。途中、未舗装区間や1車線区間がある。

### 路線データ
- 起点：北海道紋別市渚滑町宇津津（北海道道766号和訓辺渚滑停車場線交点）
- 終点：北海道紋別郡興部町秋里（北海道道334号中藻興部興部線交点）
- 路線延長：19.6 km（総延長）

## 歴史
- 1985年（昭和60年）3月30日 - 路線認定[1]。

## 地理

### 通過する自治体
- オホーツク総合振興局
  - 紋別市
  - 紋別郡興部町

### 交差する道路
紋別市
- 北海道道766号和訓辺渚滑停車場線 - 渚滑町宇津津（起点）

興部町
- 興部町道豊野住吉間道路
- 北海道道334号中藻興部興部線 - 秋里（終点）